# Aynor
Aynor är en kommun (town) i Horry County i South Carolina. Vid 2010 års folkräkning hade Aynor 560 invånare.